# قائمة فلاسفة العقل

## ِA
- أبهينافغوبتا
- ج. إ. م. أنسكومب
- لويس أنتوني
- ارسطو
- ديفيد ماليت أرمسترونغ
- سانت توماس أكويناس

## B
- ألكسندر بين
- توماس بالدوين
- غريغوري بيتسون
- أنسغار بيكرمان
- بالتاسار بيكر
- هنري بيرغسون
- نيد بلوك
- مارغريت بودن
- بول بوغوسيان
- إميل دو بوا ريموند
- هانز فيرنر بوت
- روبرت براندروم
- جيم - د. برود
- بيريت بروغارد
- ديفيد ه. م. بروكس
- توماس براون
- تايلر بورغ

## C
- بيتر كاروثرز

- ديفيد تشالمرز

- نعوم تشومسكي
- باتريشيا تشيرشلاند
- بول تشيرشلاند
- أندي كلارك

## D
- دونالد ديفيدسون
- بيتروس دي إيبرينيا
- دانييل دينيت
- رينيه ديكارت
- غيرهارد دورن
- جون دريتسكي

## E
- غاريث إيفانز

## F
- كاري فيغدور
- أوين فلاناغان
- جيري فودور
- هاري فرانكفو

## G
- فرانز جوزيف غال
- شون غالاغر
- روبرت ماكسيميليان دي غاينيسفورد
- بري جيرتلر
- أرنولد جيولينك
- سيليا جرين
- باتريشيا غرينسبان
- صموئيل غوتنبلان

- تورستين جيلسون

## H
- بيتر هاكر

- دونا هاواواي
- جيلبرت هارمان
- هوراس رومانو هاريه
- ديفيد هارتلي
- فريدريك حايك
- ويليام هيرشتاين
- دوغلاس هوفستادر
- ديفيد هيوم
- سوزان هيرلي
- إدموند هوسيرل
- توماس هككل

## I
- فرانك كاميرون جاكسون
- ويليام جيمس
- وارد جونز

## J
- فريدريك كامبارتل
- أنتوني كيني
- جايوون كيم
- مارثا كلاين
- فيرنر كريغلستين
- جيدو كريشنامورتي

## K
- ستيفن لورنس
- تيموثي ليري
- غوتفريد ليبنيز
- إرنست ليبور
- ديفيد كيلوغ لويس
- بياتريس لونغينس

## L
- فيونا ماكفيرسون
- نيكولاس ماليبرانش
- ميراب مامارداشفيلي
- رون ماككلروك
- جون ماكدويل
- كولن ماكغين
- أليكسيوس مينونغ
- موريس ميرلو بونتي
- توماس ميتزينغر
- روث ميليكان

- جورج إدوارد مور

- جوريج موسكفيتين

## M
- توماس ناغيل
- ألفا نوي
- كلود نويل

## N
- ديفيد بابينو
- جون بيري
- غوالتيرو بيتشينيني
- أولين بليس
- كارل روبرت
- هيلاري بوتنام

## O
- دانيال ن. روبنسون

- ريتشارد روتي

- جيلبرت رايل

## P
- سوزانا شيلنبرغ

- تاد شمالتز
- جون سيرل
- ويلفريد سيلارس
- أدي شانكاراشاريا
- سيدني شوميكر
- سوزانا سيغل
- آرون سلومان
- ج. ج. س. سمارت
- ديفيد سوسا
- باروخ سبينوزا
- تيموثي سبريغي
- ستيفن ستيتش

## Q
- كينيث ألن تايلور
- إيفان طومسون
- إرنست توغندهات
- ألان تورينج
- مايكل تاي

## R
- بيتر أونغر

## S
- فرانسيسكو فاريلا

## T
- جون ب. واتسون
- ماري وارنوك، البارونة وارنوك
- تيموثي ويليامسون
- روبرت أنطون ويلسون
- جون ويسدم
- لودفيغ فيتغنشتاين
- جورج هنريك فون رايت

## U
- ستيفن يابلو

## V
- إدوارد ن. زالتا

- بول زيف